# Wowczyneć (rejon wyżnicki)
Wowczyneć (ukr. Вовчинець) – wieś na Ukrainie, w obwodzie czerniowieckim, w rejonie wyżnickim, w hromadzie Berehomet. W 2001 liczyła 774 mieszkańców.